# The Sheriff and His Man
The Sheriff and His Man è un cortometraggio muto del 1912 diretto e interpretato da Gilbert M. 'Broncho Billy' Anderson.

## Produzione
Il film fu prodotto dalla Essanay Film Manufacturing Company. Gilbert M. 'Broncho Billy' Anderson, fondatore della casa di produzione Essanay (che aveva la sua sede a Chicago), cominciò a girare i suoi western in California. The Sheriff and His Man fu girato a Lakeside e a San Rafael.

## Distribuzione
Distribuito dalla General Film Company, il film - un cortometraggio in una bobina conosciuto anche con il titolo alternativo The Arizona Kid - uscì nelle sale cinematografiche statunitensi il 18 maggio 1912. Fu distribuito nel Regno Unito il 18 luglio 1912.